# 中国2010年上海世界博览会南非馆

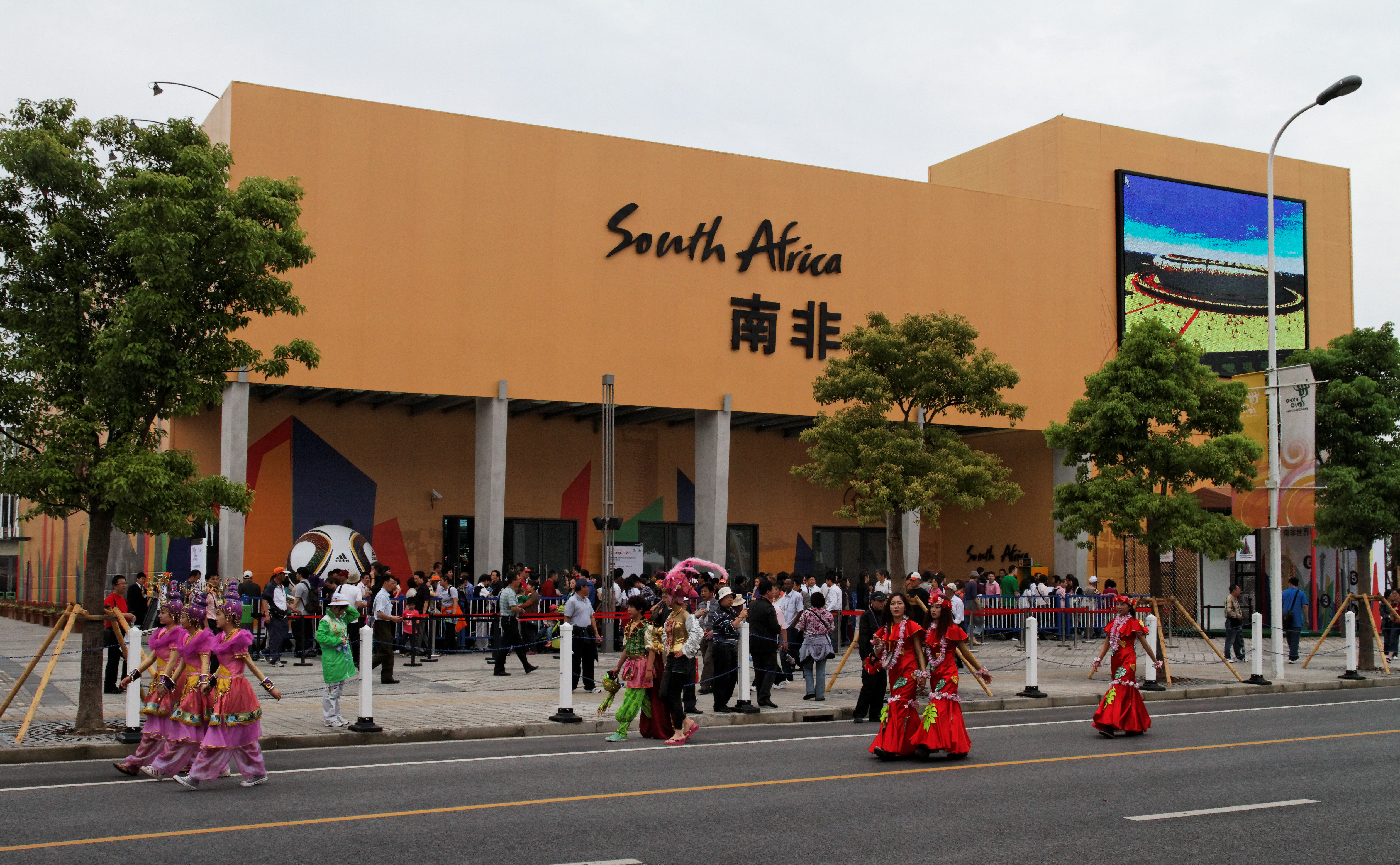
南非馆

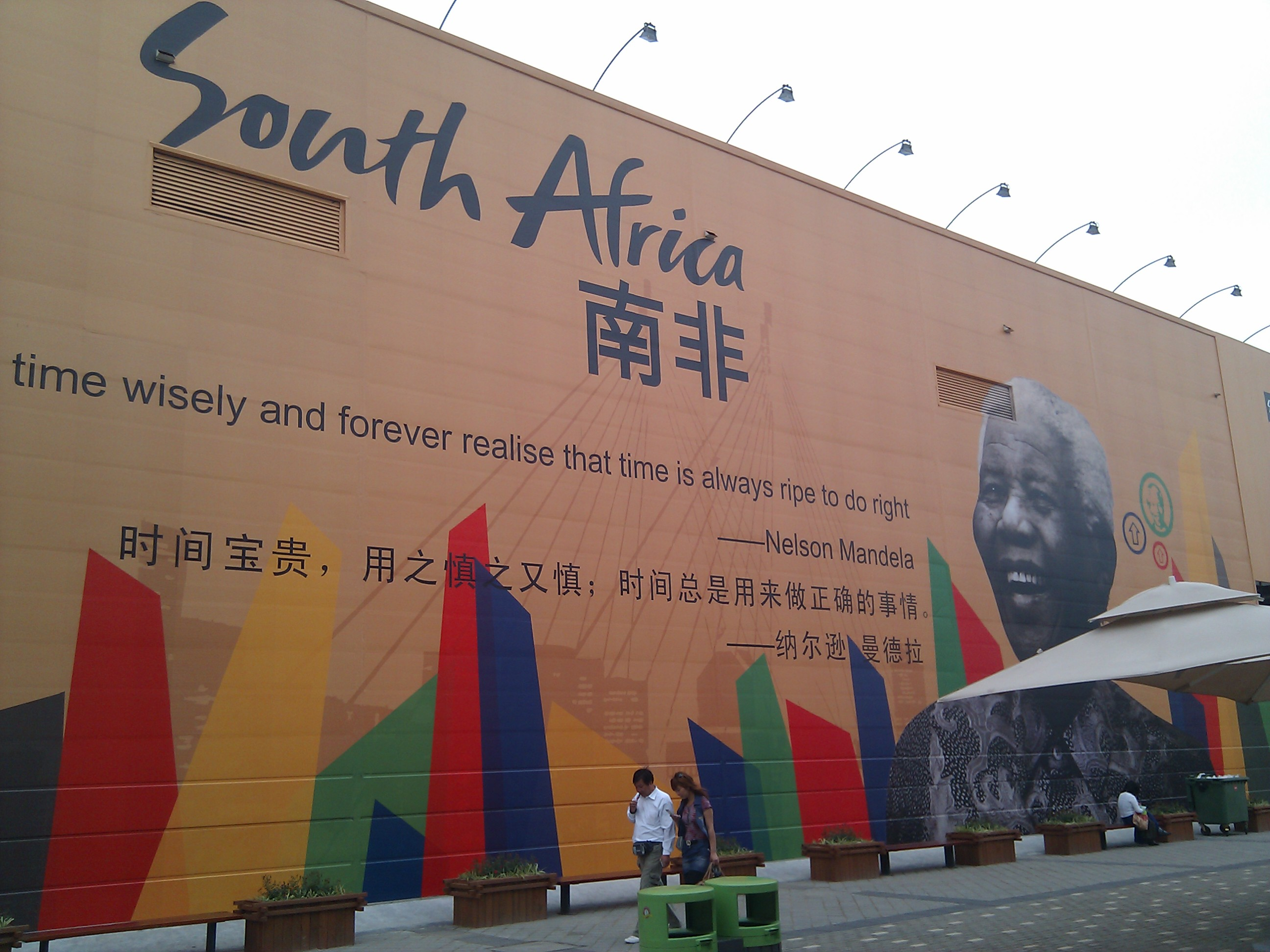
南非馆墙壁上曼德拉的名言

中国2010年上海世界博览会南非馆，简称南非馆（英文：South Africa Pavilion at Expo 2010），是中国2010年上海世界博览会代表南非的展馆，位于世博园区C片区。该展馆的主题为“一个现代经济的崛起——是时候了”，其展馆的国家馆日为8月9日。该展馆整体造型简洁朴实，营造出一个安静、祥和的氛围。该馆内多彩的颜色和纹理表现出非凡的活力，体现了南非文化的多样性和为人民创造更好生活的信心。